# Zinc
Zincul este un element chimic care are simbolul Zn și numărul atomic 30. Zincul este un metal de culoare albăstruie spre alb, care devine maleabil în jurul a 100°-150 °C. Se obține din minereuri și din compuși, fiind folosit în aliaje cu alte metale pentru protejarea acestora împotriva oxidării (ruginirii).
În antichitate, înainte de a fi identificat ca element chimic, zincul era folosit pentru obținerea alamei. Un aliaj conținând aproximativ 87% zinc s-a găsit în unele ruine preistorice din Transilvania. Printre cele mai importante se numără alama, bronzul comercial, aluminiu de sudura și alpaca. Zincul nu e considerat toxic, totuși dacă se inhalează oxid de zinc (ZnO) apare o tulburare cunoscută sub numele de "tremurat de zinc".
În Europa modernă, zincul metalic a fost redescoperit de Margraff în 1746, prin reducerea calaminei cu mangalul.

### Etimologie
Denumirea de zinc provine din cuvântul german zink, care înseamnă zinc.

## Caracteristici fizico-chimice
Zincul pur este de culoare gri-argintie. La expunerea la aer reacționează cu dioxidul de carbon și oxigenul, formând un strat gri-mat.
Masa atomică a zincului este de 65,38 uam. Configurația electronilor este următoarea: [ Ar ]4s23d10. Una dintre cele mai importante caracteristici chimice este faptul că reacționează cu acid clorhidric cu efervescență, rezultând clorură de zinc și hidrogen după reacția:
Zn + 2HCl = ZnCl2 + H2
În timpul reacției se degajă o mare cantitate de hidrogen gazos, deci se poate face testul de hidrogen.
Zincul este un element esențial pentru toate viețuitoarele. În mâncarea oamenilor, zincul e regăsit în: susan, mac, lucernă, țelină, muștar, fasole, fructe cu coajă lemnoasă, migdale, grâu întreg, semințe de dovleac și cele de floarea-soarelui, coacăz negru, pește, ouă, fructe de mare, carne de porc și cea a păsărilor de curte, produse lactate.

## Istoric
Zincul a fost un factor important în procedeul de descoperire al bateriei, astfel savantul Alessandro Volta l-a utilizat pentru a inventa Pila Volta, prima baterie din lume. Ea era alcătuită din diferite straturi succesive de cupru, zinc și postav îmbibat în acid sulfuric, care produceau curent electric. Această invenție a fost făcută în anul 1800. 

## Utilizare
Este utilizat pentru protejarea suprafețelor din fier și oțel împotriva coroziunii, printr-un proces numit galvanizare. Sârma ghimpată, panourile ondulate din fier pentru acoperișuri sau caroseriile mașinilor sunt galvanizate prin electrogalvanizare sau prin scufundare în zinc topic. 